# Gut Hebscheid
Gut Hebscheid ist ein denkmalgeschützter Gutshof in Aachen-Lichtenbusch, nahe dem deutsch-belgischen Grenzübergang an der Bundesautobahn 44. Das Anwesen ist in der Liste der Baudenkmäler in Aachen-Forst eingetragen. In der enzyklopädischen Darstellung Die Kunstdenkmäler der Rheinprovinz und der Bibliographie général Les délices du duché de Limbourg wird Hebscheid als bemerkenswertes profanes Baudenkmal beschrieben.
Neben der historischen Bedeutung verdient die aktuelle Nutzung Beachtung. In einem für die Region Aachen beispielhaften Projekt dient Hebscheid seit der Jahrtausendwende der Rehabilitation und Integration von Menschen mit Behinderung.

## Geschichtliche Bedeutung

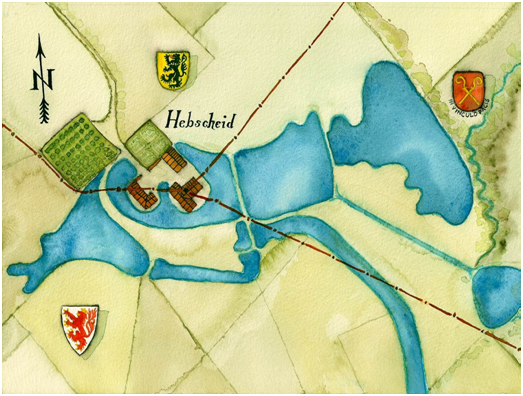
Hebscheid – ein Weiherhaus umgeben von Wassergräben und Teichen

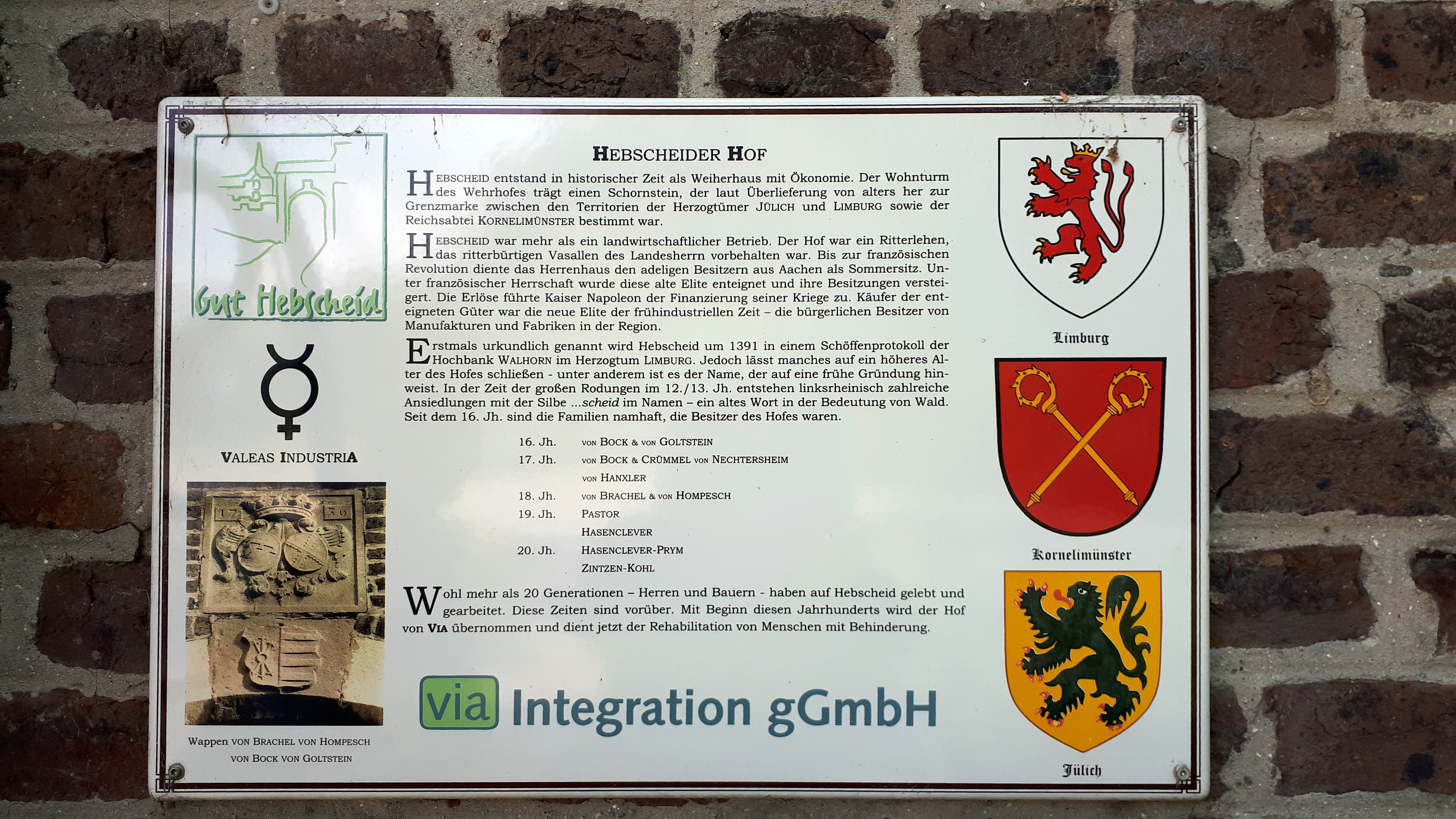
Infotafel

Der historische Wehrhof wurde im Mittelalter als Weiherhaus mit Ökonomie erbaut. Der Wohnturm trägt einen Schornstein, der laut Überlieferung von alters her als Grenzmarke zwischen dem Herzogtum Limburg, dem Herzogtum Jülich sowie der Reichsabtei Kornelimünster diente. Es sind Vorgänge wie Belehnung, Erbe, Heirat, Kauf, Teilung, Stiftung, Schenkung und gewaltsame Inbesitznahme, die das Schicksal dieser Territorien über die Jahrhunderte bestimmt haben. Schließlich waren im 18. Jh. der Kaiser in Wien, der Kurfürst in München und der Abt in Kornelimünster Landesherren und Obereigentümer von Hebscheid.
Es war diese exponierte Lage als Grenzpunkt zwischen den Territorien souveräner Fürsten, die Hebscheid seine historische Bedeutung bis ins 19. Jh. verlieh. Im Auftrag der französischen Regierung hat der Ingenieur und Geograph Oberst Jean Joseph Tranchot die Region 1804/07 vermessen und kartiert. Das Blatt 95 Eynatten
zeigt Hebscheid mit den Jahrhunderte alten Territorial-Grenzen zwischen Limburg, Jülich und Kornelimünster, die am Schornstein des Herrenhauses zusammentreffen.
Es ist diese territoriale Verflechtung, welcher der Hof auch seine ersten urkundlichen Erwähnungen verdankt. Mehrere Schöffenurkunden der Hochbank Walhorn, ein Verwaltungsbezirk im Herzogtum Limburg, sind erhalten, die Hebscheid als Grenzpunkt erwähnen. Die früheste wird auf das Jahr 1391 angesetzt. In einer weiteren Urkunde vom 19. Oktober 1423 bestätigte König Sigismund fast in wörtlicher Übereinstimmung mit dem Schöffenprotokoll aus Walhorn Hebscheid als Grenzmarke. Ebenso testierte Herzog Philipp der Gute von Burgund, dem Limburg durch Erbe zugefallen war, am 12. August 1431 den Schornstein von Hebscheid als Grenzpunkt.
Auch in den folgenden Jahrhunderten taucht Hebscheid wiederholt in Schöffenbriefen, Abgabenlisten, Lehensbüchern, Gerichtsprotokollen und anderen Urkunden auf – allerdings in verschiedenen Schreibweisen. Noch in den Jahrbüchern für Preußische Gesetzgebung, Rechtswissenschaft und Rechtsverwaltung von 1835 wird der Scheitelpunkt der Grenze auf Hebscheid beschrieben.

## Der Name und seine Deutungen
Der Name Hebscheid ist ein Kompositum, das verschieden gedeutet wird. Zunächst bezeichnet das Grundwort ...scheid eine territoriale Grenze, eine Weg- oder Wasserscheide. Eine andere Deutung steht im Zusammenhang mit der Besiedlung. In der Zeit der großen Rodungen im 12./13. Jh. entstanden linksrheinisch zahlreiche Ansiedlungen mit der Silbe ...scheid im Namen. Das Wort wird verschieden ausgelegt: Es kann sinngemäß das für die Siedlung ausgeschiedene Land bedeuten oder aber der Name steht im Zusammenhang mit dem älteren keltischen/gallischen Wort keiton/cetum in der Bedeutung von Wald/Heide. Für diese Deutung spricht ferner, dass Hebscheid zu Ende des Mittelalters auch unter dem Namen Vorstbusch genannt wird, eigentlich eine Dopplung für Wald, die hier in dem Sinn von Busch (Wald) beim Kirchdorf Vorst zu verstehen ist. Es ist jenes Vorst oder Forst, das in einer Besitzurkunde der Herren von Schönforst aus dem Jahre 1369 genannt wird. Im Ortsnamen Burtscheid findet sich das Grundwort –scheid ebenfalls: In früherer Schreibweise heißt Burtscheid borcetum – in der Bedeutung wahlweise von Wald am Biberbach, Wald am braunen Bach, Wald zur Schweinemast. Ähnliche Elemente in der Bildung von Ortsnamen, die auf Lage und Besiedlung hinweisen, sind die Grundworte ...rod, ...hagen oder ...busch. Letzteres ist im Ortsnamen Lichtenbusch erhalten, der Ortsteil von Aachen, dem Hebscheid heute zugehörig ist.
Das Bestimmungswort Hep-/Heb- könnte von einem Eigennamen abgeleitet sein, wie er in den althochdeutschen Anthroponymen Habi, Habo oder Happo erscheint. Weniger wahrscheinlich ist, dass das Bestimmungswort auf den bestimmten Artikel des Niederländischen het (das) zurückzuführen ist. Jedenfalls deutet auch der Name darauf hin, dass Hebscheid bereits deutlich vor der ersten urkundlichen Erwähnung bestanden hat. Anzumerken ist, dass es ein weiteres Hepscheid im Walhorner Land gibt – ein Dorf in der Gemeinde Amel, Kreis Malmedy.

## Die Besitzer des Hofes
Hebscheid war ein Ritterlehen, das bis zum Ende des 18. Jh. im Besitz von Adeligen niedrigen Ranges war. Der Lehnsherr und Obereigentümer – auf Hebscheid waren dies die Herzöge von Jülich und Limburg sowie der Abt von Kornelimünster – überließ dem Lehnsmann das Gut im Untereigentum zu Besitz und Nutzung, der im Gegenzug dem Lehnsgeber Abgaben in Naturalien oder in Geld zu leisten hatte. Beim Tod des Herrn (Herrenfall) oder des Lehnsmannes (Mannfall) musste sich der Nachfolger erneut belehnen lassen und dem Grundherrn huldigen. Dieser Vorgang wurde in Lehnsbüchern oder Lehensregistern festgehalten, so etwa wurde Theodor von Brachel 1729 mit Hebscheid belehnt und siegelte im Lehensbuch von Schönforst. Lehen wurden jedoch schon im frühen Mittelalter erblich, sodass ein Anspruch auf Belehnung bestand. Als lehensfähig galten zunächst nur die Söhne von Ritterbürtigen, die waffenfähig und im Vollbesitz der Ehre waren. Waren diese Bedingungen nicht erfüllt, bedurfte es eines Lehnsträgers. Als Johann de Corte von Landau 1657 mit Hebscheid belehnt wurde, ist er vermutlich als Lehensträger der Erbin von Hebscheid, Gertrude von Bock, eingesetzt worden, die als Frau nicht voll lehnsfähig war.

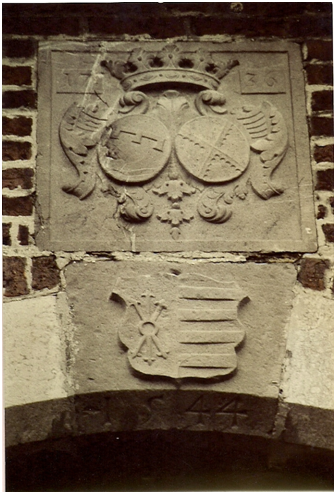
Gut Hebscheid – die Wappensteine der Familien von Bock/von Goltstein und von Brachel/von Hompesch in der Tordurchfahrt

Die Besitzer des Herrengutes in der Frühzeit sind nicht bekannt. Im ersten erhaltenen Dokument von 1431 legierte der Aachener Schöffe Peter von den Buck vier Aachener Klöstern, darunter dem Augustinerkloster Aachen, das Hofgut Vorstbusch oder Hebscheid. Schon 1459 verkauften die drei anderen Klöster ihre Anteile an die Augustiner, die bereits 1431 den benachbarten Schellartshof mit Wald teils durch Schenkung, teils durch Kauf in ihren Besitz gebracht hatten. 1544 wird Junker Colyn von Bock oder Colin Buck als Besitzer genannt, er ist wahrscheinlich der Erbauer des Herrenhauses. In einem Notariatsakt vom 13. Januar 1537 wird bestätigt, dass der Junker die Ehe mit Catharina von Weims, gen. Wambach, einging. Laut Lehnsregister des Aachener Marienstiftes
besteht die Ehe noch 1565. In einem weiteren Eintrag aus dem Jahr 1574 wird Catharina von Weims als Witwe des Colyn Buck genannt. Dem steht jedoch entgegen, dass der Keilstein in der Tordurchfahrt von Hebscheid das Allianzwappen von Bock – von Goltstein mit der Jahreszahl 1544 trägt. Das spräche für eine Liaison zwischen dem Junker und dem angesehenen Hause von Goltstein, dessen Familiensitz Burg Goltstein im Herzogtum Jülich war.
Bis auf ein kurzes Zwischenspiel (1657) wird der Hof durch Erbe oder Heirat über mehr als 200 Jahre (bis 1780) von Generation zu Generation weitergegeben. Der Sohn des Colyn, Johannes von Bock, war zu Beginn des 17. Jh. Besitzer. Spätestens jetzt trägt die Familie von Bock den Freiherrntitel. Johannes von Bock war mit Margarethe Katharina von Lysur (Lisoir) zu Freilingen verheiratet. Die Tochter Gertrude, die 1651 in einem Kaufvertrag als Tochter zu Hebscheid genannt wird, heiratete in erster Ehe Johann Crümmel von Eynatten zu Raaf. Nach seinem Tod (vor 1637) ging sie die Ehe mit Hermann Adrian Theodor von Hanxler ein. Ihr Heiratsgut war Hebscheid. 1657 wurde Johann de Corte von Landau mit Hebscheid belehnt. Welche Beziehungen zwischen Gertrude von Bock und Johann de Corte bestanden, ist nicht bekannt. Auch sind die Umstände unklar, die zur Belehnung des Johann de Corte geführt haben. Möglicherweise nahm Gertrude von Bock den Johann de Corte als ihren Lehensträger für Hebscheid, da sie als Frau nicht voll lehnsfähig war.
Dann kam das Gut durch Heirat an die Familie von Brachel. Die Tochter der Gertrude von Bock (verh. Crümmel / v. Hanxler) war Agnes Isabella Crümmel von Eynatten zu Raaf. Sie schloss 1649 die Ehe mit Philipp von Brachel zu Angelsdorf. Diese Familie nannte sich jetzt nach der neuen Besitzung v. Brachel zu Hebscheid. In den Preußischen Adelslexika
finden sich entsprechende Eintragungen über die Familie der Freiherren von Brachel oder Brackel:
Diese vornehme Familie zerfiel nach ihren Besitzungen in die Häuser Hebscheid, Angelsdorf, Breidtmar, Oberembt usw.
Philipp von Brachel und Agnes Isabella Crümmel von Eynatten hatten sieben Kinder. Zwei Söhne erbten das Gut Hebscheid. Zunächst Johann Lambert, der 1692 mit Hebscheid belehnt wurde. Von ihm übernahm der Bruder Karl Theodor Egide den Hof. Dessen Sohn, Friedrich Theodor Egide von Brachel, erhielt die Güter Hebscheid und Oberembt. Er ging die Ehe mit Anna Luise Elisabeth von Hompesch zu Rurich ein und verewigte sich und seine Gattin 1736 im Allianzwappen über dem Tor zu Hebscheid. Das Paar hinterließ zwei Töchter. Die ältere Tochter Wilhelmine Franziska, seit 1752 Gattin des kurpfälzischen Oberstleutnants und Jülicher Landkommissars Johann Wilhelm Theodor Freiherr Kolff von Vettelhoven, erbte den Rittersitz Oberembt und das freie Gut Hebscheidt, dessen Wert auf 3.500 Reichsthaler geschätzt wurde. Freifrau Wilhelmine von Brachel war noch um 1780 Besitzerin von Hebscheid.
Nach 1780 tauchte ein englischer Graf de Rice auf. Seine persönlichen Daten sind nicht bekannt, nur weiß man, dass er in Begleitung von 15 Familien aus Irland anreiste, und dass er große Pläne hatte. Er wollte eine Pferderennbahn errichten … zur Herziehung und Unterhaltung der Fremden und ähnlichen Saisongästen sollte ein großer und bequemer Platz in dem Stadt-Aachischen Gebiete ... eingerichtet werden. Er erwarb 700 Morgen bei Brand und Stolberg. Dazu pachtete er einige Gutshöfe für 100 Jahre, darunter auch Hebscheid. Sein Vorhaben scheiterte jedoch, er wurde zahlungsunfähig. Bevor er untertauchte, überschrieb de Rice 1788 all seine Rechte – auch die an Hebscheid – an den Freiherrn Joseph Wilhelm Ghysens und verschwand.
1792/94 besetzten die Truppen der französischen Revolutionsregierung die Region. Die linksrheinischen Territorien wurden von Frankreich annektiert. Laut Konsularbeschluss von 1802 verlieren linksrheinisch Kirche und Reichsadel ihre Souveränitätsrechte und Privilegien. Geistliche und weltliche Grundherren werden enteignet, ihr Besitz zum Nationalgut (bien national) erklärt.
Von 1803 bis 1813 fanden in Aachen, der Hauptstadt des Roer-Departements, die Versteigerungen der Nationalgüter statt. Die Listen über die zu veräußernden Nationalgüter sind erhalten. Hebscheid war zwar im adeligen Besitz, wurde aber nicht enteignet, denn die französische Verwaltung beließ dem niederen Adel das Grundeigentum.
Die Säkularisation bewirkte eine Umschichtung der Gesellschaft sowie eine Umverteilung von Besitz und Vermögen. Die neue frühindustrielle Elite trat in die Fußstapfen der Feudalherren und erwarb die Klöster, Schlösser, Landsitze und Güter der Verstoßenen – es sind die großbürgerlichen Fabrikbesitzer, Kaufleute und Gewerbetreibenden. Auch Hebscheid kam nach mehr als 400 Jahren im adeligen Besitz jetzt in bürgerliche Hand. Hebscheid war nicht länger Sommersitz adeliger Familien. Die neuen Besitzer übergaben den Hof zur Bewirtschaftung an Pächter.
Johannes Joseph Fell war um die Jahrhundertwende 18./19. Jh. Besitzer. In der Liste der Prälaten des Domkapitels am Königlichen Kronstift – nachmalig Hohe Domkirche zu Aachen – wurde er als Honorar-Kanonikus und Archivist genannt.
Am 9. Ventôse des Jahres XI (28. Februar 1803) verkaufte Johann Joseph Fell den Hof an Konrad Gotthard Pastor, Tuchfabrikant in Burtscheid. Er entstammte der angesehenen Familie Pastor, die schon im 14. Jh. im internationalen Tuchgewerbe der Stadt Aachen tätig war. Die Vorfahren nahmen im 16. Jh. die lutherische Konfession an und emigrierten in das Territorium der freien Reichsabtei Burtscheid. Hier zählten die Tuch- und Nadelfabriken der Familie Pastor bald zu den bedeutenden Unternehmen. Der Fabrikant und Gutsbesitzer Konrad Gotthard Pastor verstarb 1816, sein Bruder Wilhelm Anton übernahm Hebscheid. Auch er war Tuch- und Nadelfabrikant sowie Gutsbesitzer. Nach seinem Tod 1818 ging der Hof an seine Gattin Katharina Elisabeth geb. Fabricius. Der preußische Urkataster von 1825 weist Wittib Wilhelm Pastor als Eigentümerin aus.
Hebscheid blieb im Besitz der Familie Pastor bis 1878. Dann ging das Gut an den Großindustriellen Robert Hasenclever, Leiter der Chemischen Fabrik Rhenania in Stolberg-Atsch. Überliefert ist, dass er die beiden Höfe Hebscheid und Schellartshof gleichzeitig erwarb und dafür 30.000 Taler (90.000 Mark) zahlte. Hebscheid ging 1902 auf seinen Sohn Edwin über. Er war verheiratet mit Irma Prym, Tochter aus dem Hause des ebenfalls in Stolberg ansässigen Unternehmens William Prym GmbH & Co. KG. 1928 starb Edwin Hasenclever, Erbin war seine Ehefrau Irma Hasenclever geb. Prym. Da sie keine direkten Nachkommen hatte, hinterließ sie den Hof in den 1960er Jahren der Erbengemeinschaft Hasenclever; von der Josef und Elisabeth Zintzen, Pächter auf Hebscheid, gemeinsam mit ihrem Sohn Herbert den Hof 1978 erwarben.
Durch Teilungen und Straßenverbauungen hatte Hebscheid so viel Grund verloren, dass der Hof nicht mehr als Vollerwerbsbetrieb bestehen konnte. Der landwirtschaftliche Betrieb wurde 1988 nach mehr als 600 Jahren Bestand aufgelöst, aber es fand sich ein neues Konzept, das die Zukunft des Hofes sichern kann. Im Jahr 2000 ging das Gut Hebscheid in den Besitz von VIA zu Aachen über. Die gemeinnützige Organisation widmet sich der Rehabilitation und Integration von Menschen mit Behinderung. Im Rahmen des Konzeptes Rehabilitation durch Arbeit wird auf Gut Hebscheid jetzt biologischer Gartenbau betrieben, die historischen Gebäude werden für die Gastronomie genutzt. Träger des Projektes Hebscheid ist seit 2005 WABe e.V. Diakonisches Netzwerk Aachen.

## Haus und Hof

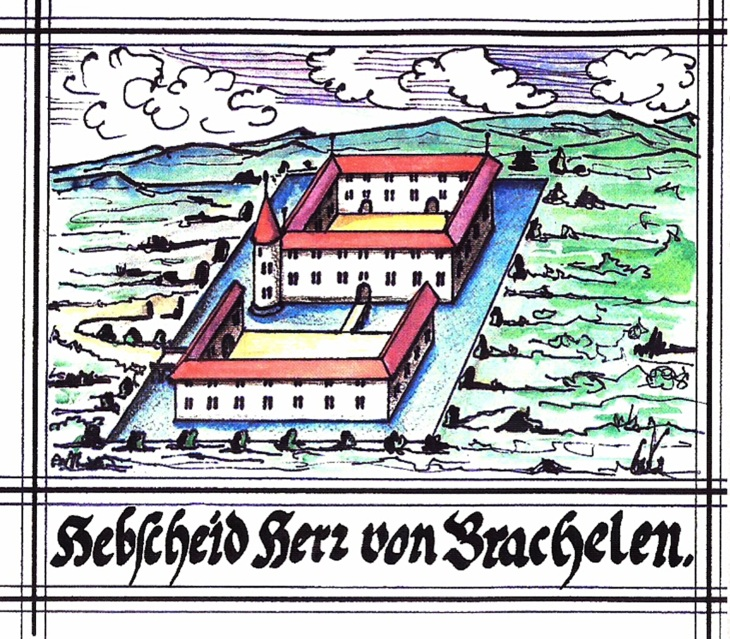
Gut Hebscheid im Codex Welser 1723

Hebscheid wurde als Weiherhaus in den Quellbereich des Holzbachs gebaut. Damit verfügte der Hof über eine ständige Wasserzufuhr für die Wassergräben und Teiche, die ihn von drei Seiten umgaben. Zusätzlich wurde Wasser aus einer ergiebigen Quelle am Dachsberg – Flurname am Pütz – eingeleitet. Noch zu Beginn des 19. Jh. sind die Wassergräben und Teiche erhalten, wie die Tranchot-Karte von 1807 zeigt. In der Bibliographie générale über Schlösser und Herrenhäuser im Herzogtum Limburg wird Hebscheid als château-ferme, als Herrenhof, beschrieben. Zutreffend wäre auch die Einordnung als Wehrhof – ferme fortifiée – eine verbreitete Form des mittelalterlichen Bauens, die in Belgien und im Norden Frankreichs häufig anzutreffen ist.
Die früheste Abbildung des Hofes geht auf den Freiherrn von Brachel zurück. Er ließ sein Ritterlehen in den Codex Welser, eine frühe Topographie des Herzogtums Jülich von 1723, aufnehmen. Das Bild der Hofanlage entspricht jedoch nicht der Wirklichkeit, sondern wurde nach stereotypen Vorlagen angefertigt.
In Hinblick auf die bauliche Verfassung des Hofes sind drei Ereignisse bemerkenswert: Das Haus hat um 1430 gebrannt, 1880 ging die Ökonomie in Flammen auf und Ende des 20. Jh. bedrohte der Verfall Haus und Hof. 1880 ließ der Besitzer Robert Hasenclever die Ökonomie wieder aufbauen. Zur gleichen Zeit wurde auch das Wohnhaus modernisiert. Zur Hofseite und nach Westen wurden die mittelalterlichen Fester durch große, rechteckige Fenster in Haussteinrahmen ersetzt. Der dreigeschossige Vorbau erhielt ein Walmdach mit einem hölzernen Giebelvorbau auf Stützbalken für den Aufzug. Um den repräsentativen Charakter des Hauses zu betonen, wurde dem Dach ein Firstturm aufgesetzt. Das dritte wichtige Ereignis ist die bauliche Sanierung von Haus und Hof in den 1990er Jahren durch das Kolping-Bildungswerk Aachen.
Das dem Wirtschaftshof nach Süden angegliederte Herrenhaus aus dem 16. Jh. ist ein zweigeschossiger, im rechten Winkel angelegter Wohnturm, der zum Hof hin dreigeschossig vorgebaut ist. Das Mauerwerk besteht aus Walheimer Kalkstein – auch Blaustein genannt. Von der historischen Substanz des Hauses sind die gotischen Kreuzstockfenster im Ostflügel erwähnenswert, die einzigen im ursprünglichen Zustand auf dem Gebiet der historischen Herrschaft Schönforst.
Der Wohnturm ist ein festes Haus, dessen hochgezogener Baukörper fortifikatorisch einigen Schutz gewährte. Gleichzeitig bot der Turm einen gewissen Wohnkomfort, alle Räume waren durch offene Kamine beheizbar. Zentrum des Hauses war die große Küche im Erdgeschoss. Im Obergeschoss zeigen die Räume bereits die bescheidene Wohnkultur des späten Mittelalters. Zu erwähnen ist ein großer Wohnraum mit Kölner Decke, der Saal. Laut Überlieferung sollen auf dem Saal die Beamten der Grundherren von Limburg, Jülich und Kornelimünster zu ihren Amtshandlungen zusammengetroffen sein. Alle Fenster hatten Sitznischen – ein Hinweis auf das hohe Alter des Hauses, denn Seitenbänke in der Fensternische waren vom 12./13. Jh. bis zum Ende des 15. Jh. üblich.
Der oblonge Wirtschaftshof ist auf drei Seiten von Gebäuden umschlossen. Der West-Trakt der Ökonomie besteht aus Scheune und Kuhstall. Nach dem Feuer von 1880 wurden die Brandruinen aus Naturstein abgerissen und durch Ziegelbauten aus Feldbrand ersetzt. Der Ost-Trakt, die alte Schmiede, ist in seiner ursprünglichen Form erhalten. Ost- und West-Trakt der Ökonomie sind durch eine Zinnen-bewehrte Befestigungsmauer verbunden, die den Hof von der Landseite schützt. Über der Tordurchfahrt sind in der Kalksteinfassung die Allianz-Wappen der Familien von Bock (1544) und von Brachel (1736) zu sehen.

## Die Landwirtschaft
Hebscheid war den drei Grundherrn sowie der Kirche zu Abgaben verpflichtet. In einem Register über Zinsen und Pachten der Herrschaft Schönforst und der Vogtei Kornelimünster aus dem Jahre 1445 heißt es, dass Hebscheid V Mud Hafer als Abgabe zu leisten hat.
Für die Subsistenzwirtschaft in historischer Zeit waren die eigenen Ländereien sowie die Nutzungsrechte an den Besitzungen des Grundherrn oder der Gemeinde wesentlich, wie sie in der Region nach Sitte und Gewohnheit geübt wurden. Neben der Allmende und der Trift- oder Hutgerechtigkeit waren dies die Waldgerechtsame einschließlich der Holzgerechtigkeit. Das Waldrecht des Landes Kornelimünster und die Rechtweisungen der Schöffen und Mannen zu Kornelimünster den Hof Hepscheid betreffend aus dem 16. Jh. sind erhalten.
Von besonderem Wert waren die umfangreichen Teiche und Wassergräben, die den Hof umgaben. Sie dienten nicht nur dem Schutz, vielmehr lässt die Art der Anlage darauf schließen, dass die Teiche für die Fischzucht und zum Betrieb einer Mühle genutzt wurden. Sie stand auf einer Flur, die auch heute noch Mühlenfeld heißt und zur Herrschaft Kornelimünster gehörte. Die Mühle ist verschwunden, aber zusätzlich zum Flurnamen gibt es einen weiteren Beweis für ihren Bestand. Im Totenverzeichnis der Pfarre St. Stephanus zu Kornelimünster findet sich ein Eintrag, in dem der Mühlenteich auf Hebscheid erwähnt wird: Im Februar 1686 ist Hindrich Schein im Mühlenweiher zu Hebscheid ertrunken.

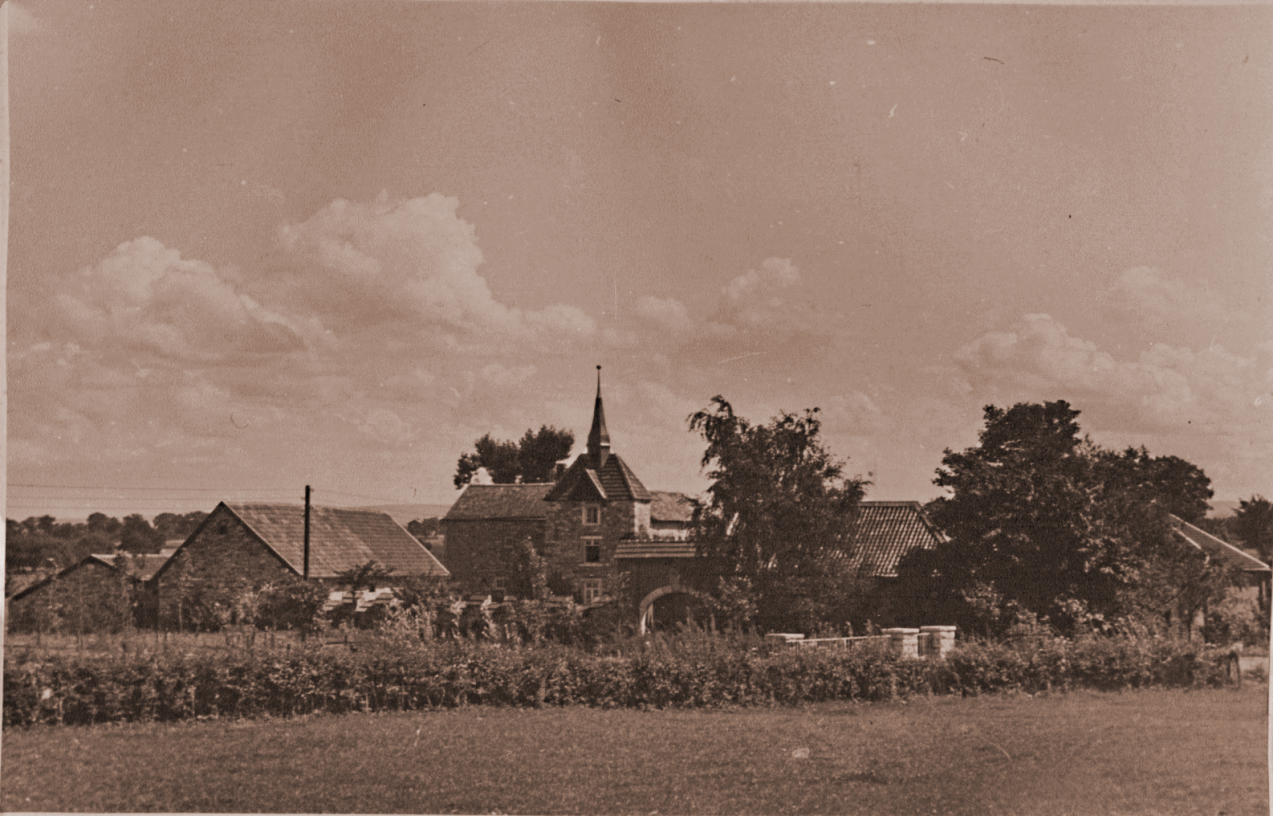
Gut Hebscheid im Jahre 1955

Die Teiche wurden Ende des 19. Jahrhunderts trockengelegt, die Wassergräben verlandeten. Als 1938/40 der Westwall errichtet wurde, lag das Gelände von Hebscheid im Schussfeld der Artilleriebunker. Um dem Feind keine Deckung zu geben, wurden die Dämme, welche die Teiche einfassten, abgetragen und die Teiche teilweise zugeschüttet. In der großen Teichmulde östlich des Hofes ging die US Army 1944 mit einer Batterie schwerer Geschütze in Stellung und beschoss Aachen. Nach dem Fall der Stadt griff die US-Artillerie von hier in die Schlacht im Hürtgenwald ein.
Hebscheid findet man heute unter der Anschrift Aachen, Ortsteil Lichtenbusch, Grüne Eiche 45. Der Flurname Grüne Eiche ist nach 1900 entstanden. Der Weiler Grüne Eiche liegt im Augustiner Wald, der zum Gebiet des historischen Amtes Schönforst gehörte. Seinen Namen hat er von den Augustiner-Eremiten zu Aachen, die hier über mehr als 350 Jahre begütert waren. Am westlichen Rand des Aachener Waldes wurde um 1870 das Forsthaus Augustiner Wald errichtet, das seit 1900 Forsthaus Lichtenbusch heißt. In seiner Nachbarschaft wurde im 20. Jh. eine Zollsiedlung und das Ausflugslokal Grüne Eiche erbaut, das der Ansiedlung den Namen gegeben hat.